# Hưng Hóa, Thái Châu
Hưng Hóa (chữ Hán phồn thể:興化市, chữ Hán giản thể: 兴化市) là một thành phố cấp huyện thuộc địa cấp thị Thái Châu, tỉnh Giang Tô, Cộng hòa Nhân dân Trung Hoa. Tên cổ là Chiêu Dương. Thành phố này được lập từ huyện vào năm 1987, có diện tích 2394 ki-lô-mét vuông, dân số năm 2002 là 1,55 triệu người. Mã số bưu chính là 225700, mã vùng điện thoại là 0523. Đây là quê hương của Thi Nại Am, tác giả của tiểu thuyết nổi tiếng Thủy Hử. Đây cũng là quê hương của Trịnh Bản Kiều, một trong Dương Châu bát quái. Nhiệt độ trung bình năm của Hưng Hóa là 15℃, lượng giáng thủy 1024 mm. Thành phố này có nền nông nghiệp phát triển.

## Phân chia hành chính
Hưng Hóa bao gồm 24 trấn, 1 hương và 3 nhai đạo:
- Trấn: Đái Nam, Trương Quách, Đại Đóa, Địch Đóa, Đái Diêu, Hợp Trần, Xương Vinh, Đào Trang, Hải Nam, Đại Trâu, Vĩnh Phong, An Phong, Tân Đóa, Điếu Ngư, Đại Doanh, Sa Câu, Trung Bảo, Thiên Đóa, Hưng Đông, Trần Bảo, Chu Trang, Trúc Hoằng, Mao San, Trầm Luân.
- Hương: Lâm Hồ
- Nhai đạo: Chiêu Dương, Lâm Thành, Đóa Điền.

## Nhân vật nổi tiếng

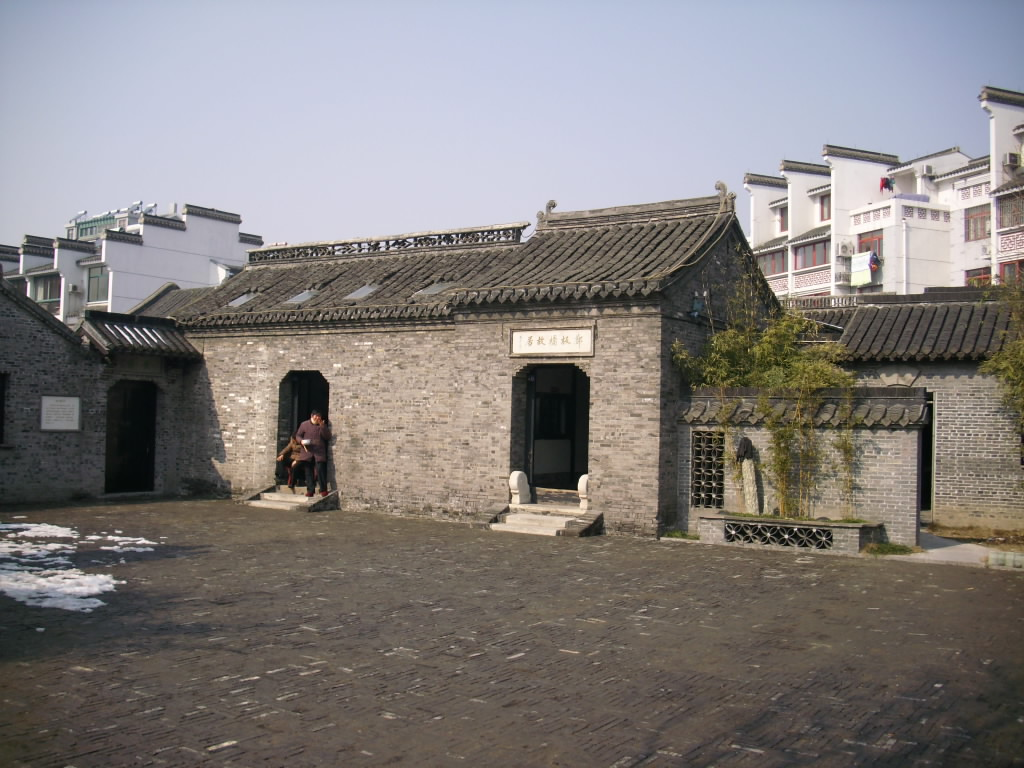
Nhà cũ của Trịnh Bản Kiều.

### Cổ đại
- Văn hóa:
  - Thi Nại Am (1296-1372), tác giả truyện Thủy Hử.
  - Hàn Nhạc Ngô (1509-1585). Xem Thái Châu học phái.
  - Tông Thần (1525-1560). Xem Hậu thất tử (bảy nhà thơ thời Minh).
  - Lý Thanh (1602-1683).
  - Vũ Chi Đỉnh (1647-1709).
  - Lý Thiện (1686-1762). Xem Dương Châu bát quái.
  - Nhậm Trần Tấn (1689-1767).
  - Trịnh Bản Kiều (1693-1766). Xem Dương Châu bát quái.
  - Nhậm Đại Xuân (1738-1789).
  - Cố Cửu Bao (1738-1781).
  - Lưu Hy Tái (1813-1881).
- Chính trị:
  - Cao Cốc (1391-1460).
  - Lý Xuân Phương (1510-1584). Trạng nguyên năm 1547 thời Minh. Làm quan tới nội các thủ phụ (tể tướng). Xem Họ Lý Hưng Hóa. Có thuyết cho rằng ông là tác giả của Tây du kí.
  - Giải Học Long (1585-1645).
  - Ngô Sân (1589-1670).
  - Ngụy Ứng Gia. Xem Họ Ngụy Hưng Hóa, hồ Đắc Thắng.
  - Lý Tư Thành.
- Quân sự:
  - Trương Sĩ Thành (1321-1367).

### Cận hiện đại
- Văn hóa:
  - Lý Tường
  - Ngụy Khắc Tam
- Chính trị:
  - Dương Dục Tư
- Quân sự:
  - Lãnh Hân

### Đương đại
- Viện sĩ Viện Hàn lâm Khoa học Trung Quốc hoặc Viện Hàn lâm Kỹ thuật Trung Quốc:
  - Vương Chấn Nghĩa. Xem Giải thưởng Khoa học Kỹ thuật tối cao Cộng hòa Nhân dân Trung Hoa.
  - Nữu Kinh Nghĩa
  - Chu Á Kiệt
  - Lý Đức Bình
  - Lý Kế Đồng
- Tác giả nổi tiếng:
  - Tất Phi Vũ
- Thể dục, thể thao:
  - Hầu Dật Phàm
- Quân sự:
  - Phương Tổ Kì
  - Sái Tổ Minh
  - Giải Hậu Thuyên
  - Vương Phượng Ngân
- Khoa học kĩ thuật:
  - Lý Xuân Phân
  - Nhậm Vĩ
  - Viên Đồng Công
  - Trương Hồng Cát
- Giáo dục:
  - Trình Sùng Khánh
  - Viên Chấn Quốc
- Chính trị:　 
  - Viên Mộc

### Làm quan tại Hưng Hóa
- Chiêu Dương.
- Khuất Nguyên (340? TCN-278 TCN).
- Phạm Trọng Yêm (989-1052).
- Nhạc Phi (1103-1142). Xem hồ Đắc Thắng.
- Khổng Thượng Nhậm (1648-1718). Xem Đào hoa phiến.
- Ngụy Nguyên (1794-1857).